# 吊下式ソナー
吊下式ソナー（つりさげしきソナー、英語: dipping sonar）は、送受波器または受波器を水中に吊り下げて使用するソナー。通常、哨戒ヘリコプターに搭載されて使用される。

## 来歴
哨戒ヘリコプターは、その黎明期より吊下式ソナーの搭載を試みてきた。1945年2月、アメリカ沿岸警備隊は早速HOS-1に吊下式ソナーを搭載する実験を行ったが、これはヘリコプターを対潜戦に投入する先駆的な試みであった。1950年からはHO4S（シコルスキーS-55）に吊下式ソナーを搭載した型のテストが始まり、1952年までには、これにAN/AQS-4ソナーを搭載したHO4S-1哨戒ヘリコプターが開発されて、対潜戦を専門任務とする最初のヘリコプターとなった。
吊下式ソナーを備えた本格的な哨戒ヘリコプターはHSS-1（シコルスキーS-58）からとされ、1955年より部隊配備を開始した。

## 設計
吊下式ソナーは、海面上一定の高度でホバリングしたヘリコプターから、ソナーケーブルを介して送受波器を水中に吊下して使用する。ヘリコプターの機内には、送受波器を吊下・揚収するための巻上機、これを制御するための制御器、音響信号処理を行う信号処理器および表示器が配置される。
吊下式ソナーは、航空機という限られたスペースに搭載して使用しなければならないため、小型軽量化が至上命題となっており、このことが、艦艇に搭載される探信儀と比べて、性能を大きく制約している。特に、近年は潜水艦のターゲット・ストレングスの低減が進んでいることから、これに対応するために送信周波数の低周波化が求められているが、一般に送信周波数の低周波化は送受波器の大型化・大重量化につながるため、この二律背反の解決が課題となる。例えばアメリカ合衆国のベンディックス社とイギリスのBAE社が開発したHELRAS（Helicopter Long Range Active Sonar）では、送受波器に開傘展張機構を導入することで、送波・受波アレイの大開口化と非使用時のコンパクトさを両立しており、更にモザイク型の信号方式を採用することで、従来機と比して10倍の探知距離を達成したとされる。ただし開傘展張状態では送受波器の移動速度がかなり制約されるため、従来は可変深度ソナーと同様に送受波器を上下に動かしつつ探知に最適な深度を探るという運用を行っていたが、これは困難になっている。
吊下式ソナーにおいて、低周波化と並ぶもう一つの技術的命題が、ディップサイクル時間の短縮化とされる。ディップサイクル時間とは、送受波器をトレイル位置（機体下数メートルで送受波器を自動的に停止する位置）から最大巻きだし位置まで吊下し、またこの位置から元のトレイル位置まで揚収するのに要する時間のことであり、これを短縮することで、ヘリコプターの機動力を生かした迅速な捜索が可能になる。そのためには、送受波器の吊下・揚収速度の向上が必要となり、吊下・揚収時の流体抵抗を低減できる形状、安定翼の採用による吊下・揚収姿勢の安定化など送受波器そのものに関連した技術のみならず、巻上機の制御技術やソナーケーブルの整列巻取り技術、ソナーケーブルの強度向上など、幅広い分野の技術が求められる。

## 戦術
吊下式ソナーでは、送受波器を水中に吊下している間はヘリコプターは動きがとれず、また吊下・揚収作業中はソナーによる捜索を行えないという問題がある。このため、最低限2機をペアで投入して、互いにカバーし合うように運用することが望ましい。
吊下式ソナーのほかの航空機用ソナーとしてはソノブイがあり、こちらは多数を同時に展開して広い海域を捜索することができる。しかし特にヘリコプターの場合、搭載できる数が少ないため、使い切ってしまって母艦に戻らなければならない場合がある。これに対し、吊下式ソナーは反復して使えるので、この心配はない。また探知情報の信頼性が高く、探知・捕捉の方位・測距精度が良好なので、近距離なら、ソナーを吊り下げたまま、あるいは巻き揚げると同時に魚雷を投下して攻撃することができる。この場合、魚雷は螺旋を描いて捜索する必要がなくなり、目標に命中する確率が大きく向上する。
このことから、アメリカ海軍では、同じSH-60でも、水上戦闘艦の艦載ヘリコプター（LAMPS）として外側ゾーンを担当するSH-60Bではソノブイを採用する一方で、艦上機として航空母艦の近くで活動するSH-60Fには吊下式ソナーを搭載して、使い分けていた。その後、両者の後継として、吊下式ソナーとソノブイの双方に対応できるMH-60Rが開発されたものの、両者を同時に搭載するわけではなく、空母に配備される機体には吊下式ソナー、護衛艦に配備される機体にはソノブイと、任務に合わせて機材を積み替えて対応している。なおアーレイ・バーク級ミサイル駆逐艦などの一部で搭載されているAN/SQQ-89A(V)15では、MH-60RのAN/AQS-22吊下式ソナーと、艦のAN/SQS-53船体装備ソナーおよびAN/SQR-20曳航ソナーの情報を統合することで、バイスタティックないしマルチスタティック戦にも対応できるようになっている。